# 애일당
애일당(愛日堂)은 대한민국 경상북도 안동시 도산면 분천리에 있는, 조선 중종(재위 1506∼1544)때 문신이자 학자인 농암 이현보(1467∼1555)의 별당이다. 1973년 8월 31일 경상북도의 유형문화재 제34호로 지정되었다.

## 개요
조선 중종(재위 1506∼1544)때 문신이자 학자인 농암 이현보(1467∼1555)의 별당이다. 농암 선생이 이 집을 짓고 94세의 아버지가 늙어가는 것을 아쉬워하며 하루하루를 사랑한다는 뜻에서 ‘애일당’이라 하였다고 한다.
애일당은 중종 7년(1512)에 처음 세워졌고, 명종 3년(1548)에 고쳐지어졌다. 지금의 건물은 조선 후기에 다시 지어진 것이다. 원래는 낙동강 안의 분천동에 있었으나, 안동댐 건설로 1975년에 이곳으로 옮겨졌다.
앞면 4칸·옆면 2칸의 규모이며, 지붕은 옆면이 여덟 팔(八)자 모양인 팔작지붕집으로 농암 선생의 유적 가운데 가장 아름다운 건물이다.

## 참고 문헌
- 애일당 - 국가유산청 국가유산포털